# ジョージ・カーラフティス
ジョージ・マシュー・カーラフティス3世（George Matthew Karlaftis Ⅲ, ギリシア語: Γιώργος Καρλάφτης 2001年4月3日 - ）は、ギリシャのアテネ出身のプロアメリカンフットボール選手。NFLのカンザスシティ・チーフスに所属している。ポジションはディフェンシブエンド。

## 経歴

### 生い立ち
ギリシャで生まれ育つ。父のマシューはギリシャ人で、母のアミーはアメリカ人。
幼少期から様々なスポーツを経験し、特に水球ではギリシャ代表のユースチームにも選出されていた。
2014年に父が亡くなり、母の祖国であるアメリカへ移住。高校からフットボールを始めた。

### カレッジ
パデュー大学では3年目の2021年シーズンに39タックル、4.5サックを記録し、オールアメリカンサードチームに選出された。このシーズン終了後、2022年のNFLドラフトへアーリーエントリーした。

### カンザスシティ・チーフス
ドラフト全体30位でカンザスシティ・チーフスから指名され、その後ルーキー契約を結んだ。
2022年シーズンは33タックル、6サックを記録し、NFLオールルーキーチームに選出された。チームは3年ぶりとなるスーパーボウル制覇を成し遂げた。
2023年シーズンは16試合に先発出場し、47タックル、10.5サックを記録した。チームは第58回スーパーボウルを制し、連覇を成し遂げた。
2024年シーズンは16試合に出場し、35タックル、8サックを記録した。
2025年4月29日、チームから5年目の契約オプションを行使された。

## 家族
父のマシューはマイアミ大学でやり投選手として活躍し、フットボールチームでもプレーしようとしたが、頭蓋骨に重症を負ったため断念した。
弟のヤニは11歳の頃に柔道の世界ユース選手権で優勝したことがあり、兄と同じくパデュー大学でフットボールをプレーしていたが、ノースウェスタン大学へ転校した。